# Nový Svet
Nový Svet è un comune della Slovacchia facente parte del distretto di Senec, nella regione di Bratislava.